# 机动战士Z GUNDAM：HOT SCRAMBLE
《机动战士Z GUNDAM：HOT SCRAMBLE》（日語：機動戦士Ζガンダム・ホットスクランブル）是一款1986年在日本发行的轨道射击类电子游戏。本作由Game Studio开发、万代为红白机平台发行。该游戏基于动画《机动战士Z高达》改编，是首款家用游戏机平台上发行的高达系列电子游戏，也是高达系列最早的电子游戏之一。 
这款游戏销量超过40万份，助力开启了高达系列的电子游戏作品。这款游戏在首发平台上发行了两个版本：原始发行版以及集中定点测试的特别发行版（有时被称为最终版）。后一个版本仅发行了1000份，是历史上最稀有的电子游戏之一。

## 游戏玩法

在太空巡逻时遭遇一小队高性能扎古

游戏的前两部分为向前滚动的场景，第一部分发生在地球上，第二部分在开放空间中，以头目战结束——头目可能是姆赛级巡洋舰或者帕普提马斯·西罗克的旗舰“朱庇特利斯”号，也可能只是宇宙殖民地或小行星（如格里普斯、阿克西斯等）。在这些关卡中，玩家的枪口会显示在屏幕上，射击时可瞄准并锁定敌人。随后是标准的平台跳跃环节，以摧毁舰船、殖民地或基地的反应堆为结尾。
《Hot Scramble》包含16个主要关卡、分成三大部分，敌方机动战士的出场顺序大致对应电视动画《机动战士Z高达》中的时间线。开场的第一阶段为以机动战士为视角的第一人称射击；第二部分场景转移到了太空，玩家需要在星辰和小行星之间瞄准并击毁敌方；第三部分则是横版卷轴迷宫游戏，玩家操作的机动战士可以在人形和战机形态之间进行切换，最后抵达终极关口。仅击败第16关的头目，游戏会进入新的关卡序列，但若完成第16关所有要素，则会触发“游戏结束”并开始播放职员表，画面中会以像素化的形式循环播放《Z高达》中花·園麗和哈喽一起奔跑着的片尾动画。
在特定关卡中，玩家将遭遇精神感应高达、精神感应高达MkII、帕拉斯·雅典娜或卡碧尼等特殊机动战士。与需多次攻击的常规头目战不同，这些机体必须被一击摧毁，方能实现阶段转换——或从地面阶段进入太空阶段，或在太空阶段解锁头目战。

## 开发
《机动战士Z高达：Hot Scramble》由Game Studio开发、万代面向红白机平台发行。该游戏由Game Studio创始人遠藤雅伸设计，他此前曾任职于南梦宫，参与制作了《铁板阵》和《迷宮塔》等广受欢迎的游戏。20世纪80年代中期，随着高达系列人气飙升，万代委托Game Studio为当时日本最流行的家用游戏机——红白机开发一款以高达为主题的游戏。当时，漫画家永野护为动画《机动战士Z高达》负责机甲设计，而远藤是高达系列以及永野护的粉丝。此外远藤也认为《机动战士Z高达》的设计在当时是最酷的，因此特别选择以人气颇高的《机动战士Z高达》为蓝本来开发游戏。《Hot Scramble》基于动画《机动战士Z高达》改编，该作是《机动战士高达》的续篇动画。远藤曾与南梦宫洽谈游戏发行事宜，但南梦宫因自家《超时空要塞》游戏改编作品商业失利而拒绝了这一提议。
《Hot Scramble》是首款登陆家用游戏主机的高达系列游戏，也是高达系列最早的电子游戏之一。在其发售前，高达系列改编游戏已在MSX电脑平台及20世纪80年代早期的液晶掌上游戏机上推出。因此，万代允许远藤雅伸在游戏中加入他所需的尽可能多的高达系列相关内容。远藤决定将《Hot Scramble》设计为3D第一人称射击游戏——这一概念在家庭游戏平台上几乎闻所未闻。他认为这能让游戏脱颖而出，同时也是对主机有限3D效果的实验性探索。游戏中的大部分场景以黑色为背景，搭配滚动的星际空间场景，远藤认为这种设计能营造出深度错觉。《Hot Scramble》的原声音乐由大野木宜幸创作，他此前也为南梦宫参与过《一級方程式賽車》、《大蜜蜂》和《新迷魂车》等游戏的音乐制作。电视动画中两支由尼尔·萨达卡创作的主题曲也被引用到游戏中。
由于这是高达系列游戏首次在家用游戏机上亮相，远藤努力使游戏充满乐趣并尽可能接近其原作。最初，《Hot Scramble》仅包含第一人称视角的游戏剧情，且难度极高。随着这款游戏在试玩测试中收到了越来越多的负面评价，万代对其进行了重新调整，加入了横版滚动关卡并降低了难度。除了对难度进行微调并修改游戏玩法以使其更易于上手外，远藤对第二个版本的参与程度并不高。由于《Hot Scramble》是备受期待的作品，万代要求开发团队在游戏中加入尽可能多的机动战士形象。

## 发行
为了推广这款游戏，远藤和万代致力于开展大规模的营销活动，远藤本人也在多数游戏电视广告中出镜。《Hot Scramble》采用更大尺寸的包装盒，配以鲜艳多彩的美工设计，旨在吸引游戏和电子产品商店顾客的注意。该游戏于1986年8月28日在日本发售。《Hot Scramble》的集中定点测试版被限量生产了1000份，作为万代某次竞赛的奖品推出。这个版本的卡带外壳为闪亮的电镀银色，通常被称为《Hot Scramble最终版》。因华丽的包装和较少的发行量，本作是FC主机上最稀有且最受收藏者追捧的游戏之一。2021年在社交网络上公开表示收集齐全部1053款FC卡带的收藏家表示在收集本作时花费了12万日元，是其所有收藏的游戏中第二昂贵的。
这款游戏的广告曾一度刊登在1988年的《Nintendo Fun Club News》杂志上，但在下半年还是悄悄的推出了万代的发行计划。由于本地化工作未能完成，这款游戏当时未在美国发售。
《机动战士Z高达：Hot Scramble》于2004年3月18日作为“FC迷你重制版”系列的一部分在Game Boy Advance平台上重新发行。它是“FC迷你特别版”品牌下发行的唯一一款游戏，作为购买GameCube平台游戏《机动战士GUNDAM 战士们的轨迹》的玩家抽奖奖品推出。这一版估计制作了2000份，仅通过《机动战士GUNDAM 战士们的轨迹》官方网站赠送。它是“FC迷你”系列的第十一部也是最后一部游戏。2005年10月6日，为了配合《机动战士Z高达》电影版《机动战士Z高达II 恋人们》的上映，本作被移植到i-αppli平台发行。

## 评价和影响
| 媒体                     | 得分     |
| ------------------------ | -------- |
| Family Computer Magazine | 18.67/30 |

《机动战士Z高达：Hot Scramble》对万代而言是一次商业成功。据远藤透露，该游戏销量超过40万份。《Fami通》将其列为1986年至1992年间日本家用机平台最畅销的射击游戏。这款游戏的成功让万代确信高达系列在家用游戏机领域具备商业价值，为高达电子游戏系列的启动奠定了基础。截至2020年，高达系列游戏累计销量超过3000万份，成为史上最畅销的电子游戏系列之一。
《机动战士Z高达：热战》获得了评论家的褒贬不一的评价。《家庭电脑杂志》（Family Computer Magazine）的一位评论家称赞其第一人称射击环节玩起来很有趣，将其与《星空战机》等游戏相提并论，同时也对游戏中收录的机动战士数量之丰富表示肯定。与此同时，该评论家不喜欢游戏中的横向卷轴关卡，认为其显得不够完善，并觉得如果没有这些关卡，游戏会更出色。1991年出版的《FC ROM卡带全目录》一书向高达爱好者们强烈推荐了这款游戏，特别是因其使用了电视动画《机动战士Z高达》的音乐以及大量角色。然而他们也不推荐本款游戏所采用的横向卷轴关卡，认为玩起来没什么乐趣，并认同《家庭电脑杂志》的观点，认为这些关卡本应被删除。  
2004年，《硬核游戏101》（Hardcore Gaming 101）的卡洛·萨沃雷利（Carlo Savorelli）称赞这款游戏忠实于原作且注重动作性。相较于其他高达系列游戏，卡洛推崇《Hot Scramble》是一款纯粹的动作游戏，而非充斥大量文本的战术角色扮演游戏。他欣赏这款游戏的第一人称关卡设计——就FC主机而言，其技术表现令人印象深刻，并称这些关卡的呈现“令人惊叹”，但也批评横向卷轴关卡的操作手感与糟糕的背景设计。卡洛在评测结语中写道：“无论如何，这款FC平台的3D射击游戏在西方遗憾地被忽视了，它不应仅被高达粉丝知晓，而值得获得更多关注。推荐体验。”